# How I Wet Your Mother
«How I Wet Your Mother» (с англ. — «Как я обмочил вашу маму») — шестнадцатый эпизод двадцать третьего сезона мультсериала «Симпсоны», который вышел на телеканале «FOX» 11 марта 2012 года.

## Сюжет
Мистер Смитерс входит в шкаф для хранения на электростанции и случайно оставляет дверь открытой. Гомер, видя в этом возможность украсть припасы, говорит всем прийти и помочь себе, и каждый сотрудник что-то крадет. Однако затем Гомер видит приближающегося мистера Бернса и спешит прочь с завода, оставляя на своих коллегах всю вину. Считается, что Гомер единственный, кто ничего не украл и получил выходной, который он проводил на рыбалке с Бартом. На следующую ночь Гомер мочит постель во сне. Когда следующей ночью он снова мочится в постель, он думает, что карма может быть причиной, поэтому он приносит извинения всем своим коллегам, предлагая всем бесплатное барбекю. Той ночью Гомер снова мочится в постель и злится из-за потраченного впустую доброго дела. Он покупает сигнализатор ночного недержания мочи, который предупредит его, когда он собирается помочиться во сне. Эта машина, однако, будит всю семью, и он должен объяснить им свое затруднительное положение. Затем Гомер начинает носить подгузники для взрослых Confidence Man, которые отталкивают Мардж, и она идет на прогулку. Она сталкивается с профессором Фринком, который сообщает, что изобрел машину, с помощью которой можно проникать в сны других людей. Они подключают Гомера к сети, пока он спит, и семья входит в его сон, в котором он спускается на лыжах по заснеженной горе. Там они встречают Смерть, который тащит гроб с надписью «Женитьба». После падения со скалы во время преследования Смерти и столкновения с предупреждением Фринка о том, что их смерть в мире снов не спасет их и гибель будет однозначным, они используют машину снов, чтобы войти в сон Барта, чтобы продлить свое время. В этом сне семья изображена в своем оригинальном стиле из Шоу Трейси Ульман (которое транслировалось по телевизионным станциям Fox в 1987 году), где Гомер использует свое оригинальное произведение Уолтера Маттау, включая стильный голос. Семейный терапевт Б. Ф. Шервуд говорит им открыть гроб. Когда он открывается, комната начинает наполняться рыбой, поэтому семья использует машину, чтобы перейти к следующему сну, который принадлежит Лизе, но когда они обнаруживают, что находятся на Елизаветинском сценическом шоу, они немедленно снова меняют мечты, во многом к протестам Лизы, что ее игнорируют, возвращаясь к Гомеру.
В новейшем сне Гомера изображен город, созданный из его величайших желаний. Изучив сон, Гомер решает, что хочет остаться в нем навсегда. В этот момент Шеф Виггам, Эдди и Лу вошли в дом Симпсонов, чтобы попытаться получить машину снов от профессора Фринка, игнорируя его предупреждения о том, что это может убить Симпсонов. В результате битвы машина сновидений падает на пол, что вызывает нарушение сна, в котором большая бутылка пива Дафф падает и наводняет город. Симпсоны почти раздавлены двумя большими шестернями, но их спасает Смерть, которой оказывается Мона Симпсон, покойная мать Гомера. Затем Мона ведет семью в кинотеатр, где они просматривают детские воспоминания Гомера. Он и дедушка отправился на рыбалку, и лодка перевернулась. Затем они вернулись в свой дом отдыха с опозданием на несколько часов и без рыбы. Через пару недель после инцидента Мона оставила Дедушку и Гомера. Это оставило Гомера виновным, поскольку он думал, что неудачная рыбалка заставила его мать уехать. Однако Мона заверяет его, что это было не из-за этого, и показывает еще одно воспоминание о том, как она испытывала облегчение, что Гомер, ее самое большое сокровище, был в безопасности из-за дедушки, и Гомер наконец чувствует себя комфортно. Теперь, зная причину недержания мочи у Гомера, семья оставляет мечту прежде, чем она рушится сама по себе. Вернувшись в дом Симпсонов, шефу Виггаму наконец удается получить устройство от Фринка и отсоединить его, как только все просыпаются. Гомер с облегчением обнаруживает, что не обмочился. В ту ночь Гомер раскручивает волчок, Мардж говорит ему, что если он продолжает вращаться, они все еще во сне. Поэтому они решают раздеться догола и покататься на велосипеде. Однако, как только они уходят, верх падает на бок и начинает град. Затем грузовик врезается в Гомера. В финальных титрах Дэвид Бирн и Гленн Клоуз поют версию «Оператора снов» из фильма Дэвида Бирна «Правдивые истории».

## Культурные отсылки
- Название эпизода пародирует название телесериала «Как я встретил вашу маму».
- Сюжет эпизода пародирует и ссылается на фильм «Начало» и игру «To The Moon».
- Один из снов ссылается на короткометражки из «Шоу Трейси Ульман».
- Когда мистер Смитерс открывает дверь в кладовую обеспечения, перед ним стоят две турели, которые он удаляет с помощью портальной пушки. Это отсылка к игре «Portal».